# El destino es mi aliado
El destino es mi aliado es una telenovela colombiana realizada por FGA Televisión para la Televisora Nacional, emitida los martes, jueves y sábados. Fue escrita por Mario Roden y dirigida por Luís Eduardo Gutiérrez en 1965.

## Sinopsis
Con 25 capítulos, la historia está ambientada en un pueblo pequeño de Texas y en ella relata un triángulo amoroso entre dos forasteros, un inspector y un simpático pillo, y una hermosa joven del pueblo.

## Reparto
- Álvaro San Félix
- Ramiro Corzo
- Pepe Sánchez
- María Eugenia Dávila
- Luís Linares